# Círculo de escritores nativos de las Américas
El Círculo de escritores nativos de las Américas (en inglés Native Writers' Circle of the Americas, NWCA) es una organización de escritores amerindios que premia escritores nativos americanos en las tres categorías de abajo.
Fundado en 1992 tras el Festival de Escritores Nativos "Returning the gift" con apoyo del departamento de estudios amerindios de la Universidad de Oklahoma.

## Premios

### A la trayectoria
- 1992	Scott Momaday (Kiowa-Cherokee)
- 1993	Simon J. Ortiz (Acoma)
- 1994	Leslie Marmon Silko	(Pueblo de Laguna)
- 1995	Joy Harjo	(Muscogee Creek)
- 1996	Vine Deloria Jr (Standing Rock Sioux)
- 1997	James Welch (Blackfeet-Gros Ventre)
- 1998	Linda Hogan (Chickasaw)
- 1999	Joseph Bruchac (Abenaki)
- 2000	Louise Erdrich (Turtle Mountain Chippewa)
- 2001	Paula Gunn Allen (Kawaik) y Gerald Vizenor (White Earth Chippewa)
- 2002	Maurice Kenny (Mohawk)
- 2003	Geary Hobson (Cherokee-Quapaw-Chickasaw)
- 2004	Lee Francis	(Kawaik)
- 2005	Carter Revard (Osage)
- 2006	Luci Tapahonso (Navajo)
- 2007	Elizabeth Cook-Lynn (Crow Creek Sioux)
- 2008   Robert J. Conley (Cherokee)
- 2009	Jack D. Forbes (Powhatan Renape-Lenape)
- 2010	Sherman Alexie (Spokane-Coeur D'Alene)
- 2011   Wilma Mankiller (Cherokee)
- 2012   LeAnne Howe (Choctaw)
- 2013   Donald L. Birchfield (Choctaw-Chickasaw)
- 2014   Diane Glancy ( Cherokee)
- 2015   Allison Adelle Hedge Coke (Huron-Cherokee)
- 2016   John Trudell (Santee Dakota) y Jim Northrup (Fond du Lac Ojibwe)
- 2017   Duane Niatum (Klallam)

### Prosa
- 1992	Robert L. Perea (Oglala Lakota), Stacey's Story
  - Melissa Tantaquidgeon Zobel (Mohegan), The Lasting of the Mohegans
  - William S. Yellow Robe, Jr. (Assiniboine), The Star Quilter
- 1993 Philip H. Red Eagle (Sioux-Klallam), Red Earth
- 1994 Gus Palmer, Jr. (Kiowa), Calling Through the Creek
- 1995 Glenn J. Twist (Cherokee-Muscogee Creek), Boston Mountain Tales
- 1996 -
- 1997 Robert J. Perry (Chickasaw), Life With the Little People
  - D. L. Birchfield (Choctaw-Chickasaw), The Oklahoma Basic Intelligence Test
- 1998 Desert.
- 1999 Evelina Zuni Lucero (Isleta-Ohkay Owingeh), Night Sky, Morning Star
- 2000 Chip Livingston (Florida Creek), Naming Ceremony
- 2001 Valerie Red-Horse (Cherokee), Naturally Native
- 2002 Edythe S. Hobson (Arkansas Quapaw), An Inquest Every Sunday
- 2003 Susan Supernaw (Muscogee Creek-Munsee),	The Power of a Name
- 2004 Kimberly G. Roppolo (Cherokee-Choctaw-Muscogee Creek), Back to the Blanket: Reading, Writing, and Resistance for American Indian Literary Critics
- 2005 Mia Heavener (Central Yup'ik), Tundra Berries
- 2006 Judy R. Smith (Quinnipiac-Mohican), Yellowbird
  - Frederick White (Haida),	Welcome to the City of Rainbows
- 2007 Mary Lockwood (Malemuit Iñupiaq), Attugu Summa/Come and See What It Is
- 2008 Linda LeGarde Grover Chippewa, Bois Forte Band of Minnesota "The Road Back to Sweetgrass"
- 2009 JudyLee Oliva (Chickasaw), Te Ata and Other Plays

## Poesía
- 1992	Gloria Bird (Spokane), Full Moon on the Reservation
  - Joe Dale Tate Nevaquaya (Yuchi-Comanxe), Leaving Holes
- 1993	Kimberly Blaeser (White Earth Chippewa), Trailing You
- 1994	Tiffany Midge (Standing Rock Sioux), Outlaws, Renegades and Saints
- 1995	Denise Sweet (White Earth Chippewa), Songs for Discharming
- 1996	Charles G. Ballard (Quapaw-Cherokee), Winter Count Poems
- 1997	Deborah A. Miranda (Costano-Esselen-Ohlone), Indian Cartography
- 1998	Jennifer K. Greene (Salish-Kootenai-Chippewa-Cree),	What I Keep
- 1999	Janet McAdams (Muscogee), The Island of Lost Luggage
- 2000	Karenne Wood (Monacan), Markings on Earth
- 2001	Suzanne Rancourt (Abenaki), Billboard in the Clouds
- 2002	Renee Matthew (Koyukon), Down River From Here
  - Phillip Caroll Morgan (Choctaw-Chickasaw), The Fork-in-the-Road Indian Poetry Store
- 2003	Marlon D. Sherman (Oglala Lakota), Wild Plums
- 2004	Christina M. Castro (Jemez-Taos),	Silence on the Rez
  - Cathy Ruiz (Cree-Métis), Stirring up the Water
- 2005	Kim Shuck (Cherokee-Sac i Fox), Smuggling Cherokee
- 2006	Rebecca Hatcher Travis (Chickasaw),	Picked Apart the Bones
- 2007	Kade L. Twist (Cherokee Nation), Amazing Grace
- 2008	Steve Russell(Cherokee Nation), "Wicked Dew"
- 2009	Rain C. Gomez (Louisiana ChoctawCriollo-Mvskogean-Métis-Celta Americano), Smoked Mullet Cornbread Memory